# Operation Opera

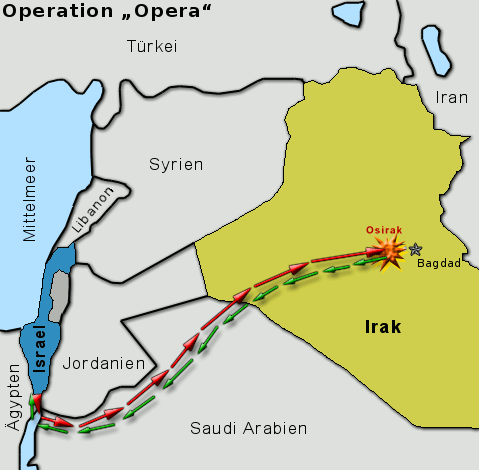
Anflugs-Route der israelischen Jagdbomber

Die Operation Opera war ein israelischer Luftangriff am 7. Juni 1981 auf den irakischen Kernreaktor Tammuz-1 (Osirak).

## Vorgeschichte
Die israelische Regierung war über das 1975 abgeschlossene Atomabkommen zwischen Frankreich und Irak beunruhigt. Neben dem atomaren Wettlauf im Nahen Osten bestand die Gefahr einer atomaren Bedrohung durch den Irak. Der Reaktor Tammuz-1 soll in der Lage gewesen sein, langfristig Plutonium zu erzeugen. Bemühungen der Israelis, das Programm durch Anschläge auf Zulieferer und beteiligte Wissenschaftler (siehe Yahia El Mashad) zu stoppen, wozu auch die Zerstörung der Reaktorkerne 1979 gehörte, die von Südfrankreich aus verschifft werden sollten, konnten die Bemühungen der Iraker nicht stoppen. Insbesondere hatte Frankreich 1980 zugesichert, hochangereichertes Uran zu liefern.
Die iranische Regierung war durch den gerade begonnenen Ersten Golfkrieg ebenso besorgt um das irakische Nuklearpotenzial. Die iranische Operation Scorch Sword, ein Luftangriff auf den Reaktor Tammuz-1 am 30. Oktober 1980, war ein Fehlschlag.
Da eine Zerstörung des Reaktors vor der Befüllung mit Brennstäben erfolgen musste, um einen Fallout zu vermeiden, stand Israel unter Zeitdruck.
Außerdem fürchtete der israelische Ministerpräsident Menachem Begin, dass die nächste gewählte Regierung einen Angriff nicht genehmigen würde.

## Vorbereitung
Bereits im Februar 1980 wurden erste Planungen der IAF vorgenommen. Problematisch war die große Entfernung sowie der Überflug über verschiedene (feindliche) Länder. Im ersten Entwurf war der Angriff mit Douglas-A-4-Flugzeugen vorgesehen, die in der Luft von C-130 betankt werden sollten. Im Juli 1980 bekam die IAF F-16-Flugzeuge – eine Bestellung, die ursprünglich von den USA für die iranische Luftwaffe vorgesehen und aufgrund der Islamischen Revolution annulliert worden war. Nun wurden mit diesen Flugzeugen die Vorbereitungen – Zusatztanks sowie Zielanflüge – durchgeführt.

## Angriff

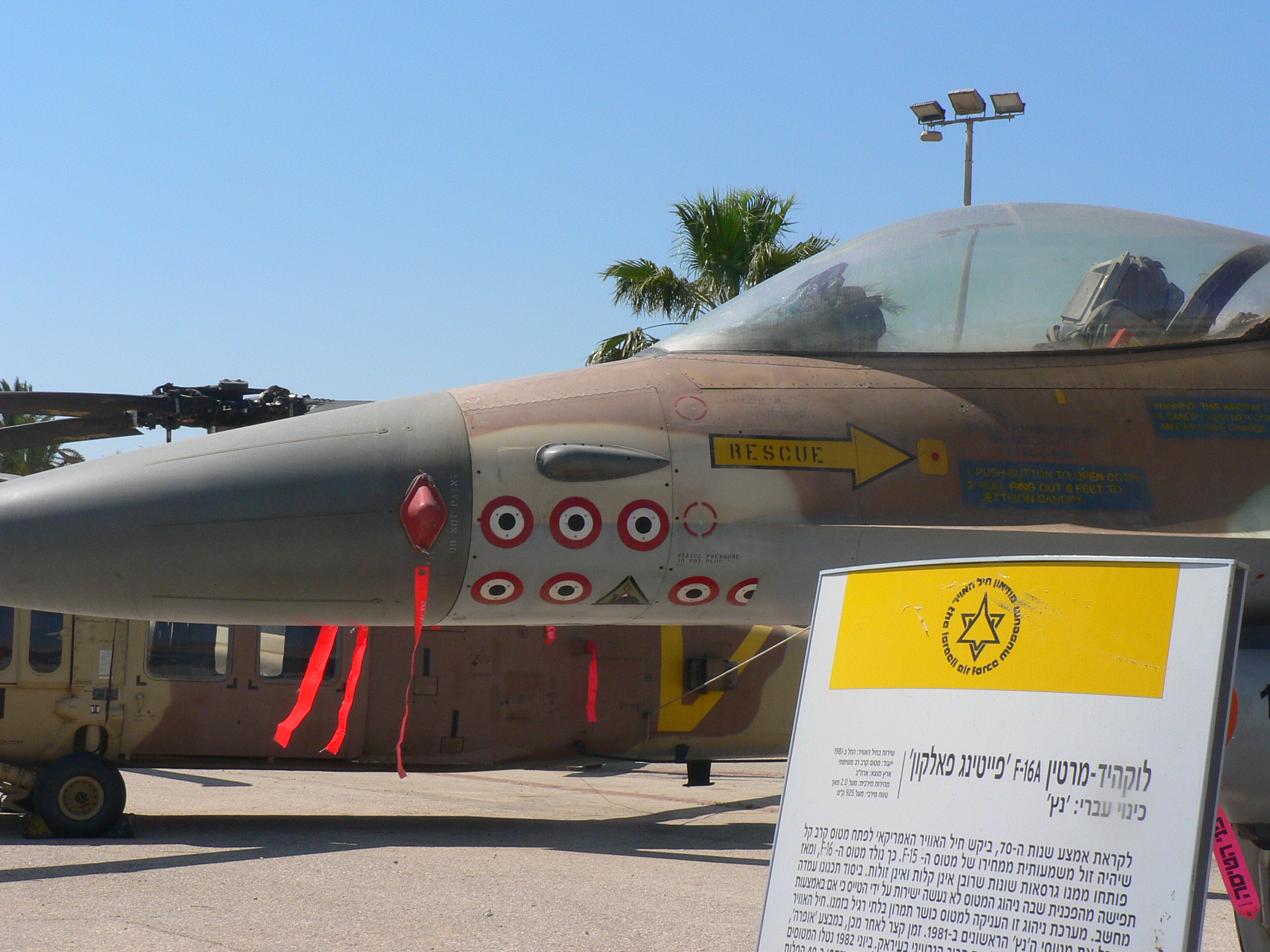
Ausgestellte F16, die an dem Angriff beteiligt war

Am 7. Juni 1981 um 15:50 Uhr starteten acht F-16-Jagdbomber und als Jagdschutz sechs F-15 der israelischen Luftwaffe vom damals israelischen Stützpunkt Etzion auf dem Sinai, flogen rund 1.100 km bei einer Flughöhe von 90–150 Meter über jordanisches und saudi-arabisches Grenzgebiet. Um die irakische Luftabwehr zu täuschen, sprachen die Piloten arabisch.
Der erste Angriff auf den Reaktor wurde gegen 17:31 Uhr geflogen. Nach zwei Minuten war die Operation abgeschlossen. 14 von insgesamt 16 Bomben Mark 84 trafen das Reaktorgebäude direkt. Bei den Angriffen wurde das Reaktorgebäude zerstört; elf Personen starben, darunter ein französischer Techniker. Nach einer Darstellung von Victor Ostrovsky im Buch Der Mossad arbeitete dieser insgeheim für den israelischen Geheimdienst und hatte im Reaktor einen Zielsender deponiert. Warum er dann die Anlage aber nicht verlassen hatte, konnte nicht geklärt werden. Um 18:40 Uhr landeten alle israelischen Maschinen unversehrt auf dem Stützpunkt Etzion.
Unter den Piloten, die den Abschluss der Angriffsformation bildeten, befand sich der spätere Raumfahrer Ilan Ramon. Er berichtete später von starker Rauchentwicklung aus dem Reaktorinneren sowie einer gewaltigen Explosion, die jedoch nicht zum Einsturz des Gebäudes führte.

## Folgen
Der Sicherheitsrat der Vereinten Nationen verurteilte das Vorgehen Israels in der Resolution 487 (1981). Politisch war der militärische Angriff ein schwerer Misserfolg. „Vorher untereinander zerstrittene arabische Staaten wie Syrien und der Irak unternahmen prompt einen neuen Versuch, sich gegen den gemeinsamen Feind Israel zu einigen.“
Militärisch hingegen war der Angriff ein durchschlagender Erfolg. Die Maschinen kehrten ohne Verluste nach Israel zurück und – ob es nun ein irakisches Atomwaffenprogramm gab oder nicht – aus israelischer Sicht war nun sichergestellt, dass Israel die einzige Atommacht der Region blieb. Gleichzeitig war es eine erneute Demonstration israelischer Überlegenheit und eine deutliche Botschaft an die umliegenden Länder, dass Israel nicht bereit war, Atomwaffenprogramme zu dulden.